# United Express
United Express — торгова марка (бренд) магістральної авіакомпанії Сполучених Штатів Америки United Airlines, під яким в даний час працюють сім регіональних авіакомпаній США. Головне завдання організації пасажирських перевезень під даним брендом полягає в забезпеченні пасажирського трафіку з невеликих населених пунктів країни у великі транзитні вузли United Airlines.

## Історія

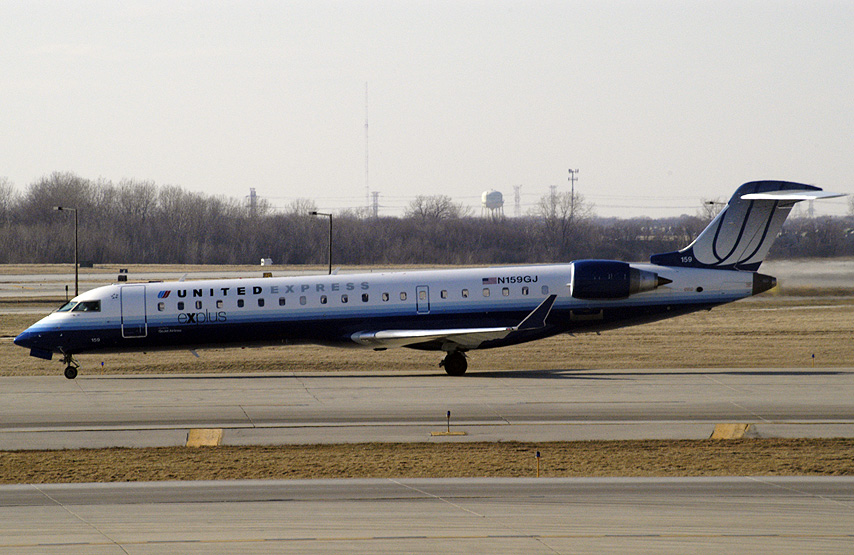
CRJ-700 авіакомпанії GoJet Airlines в лівреї United Express

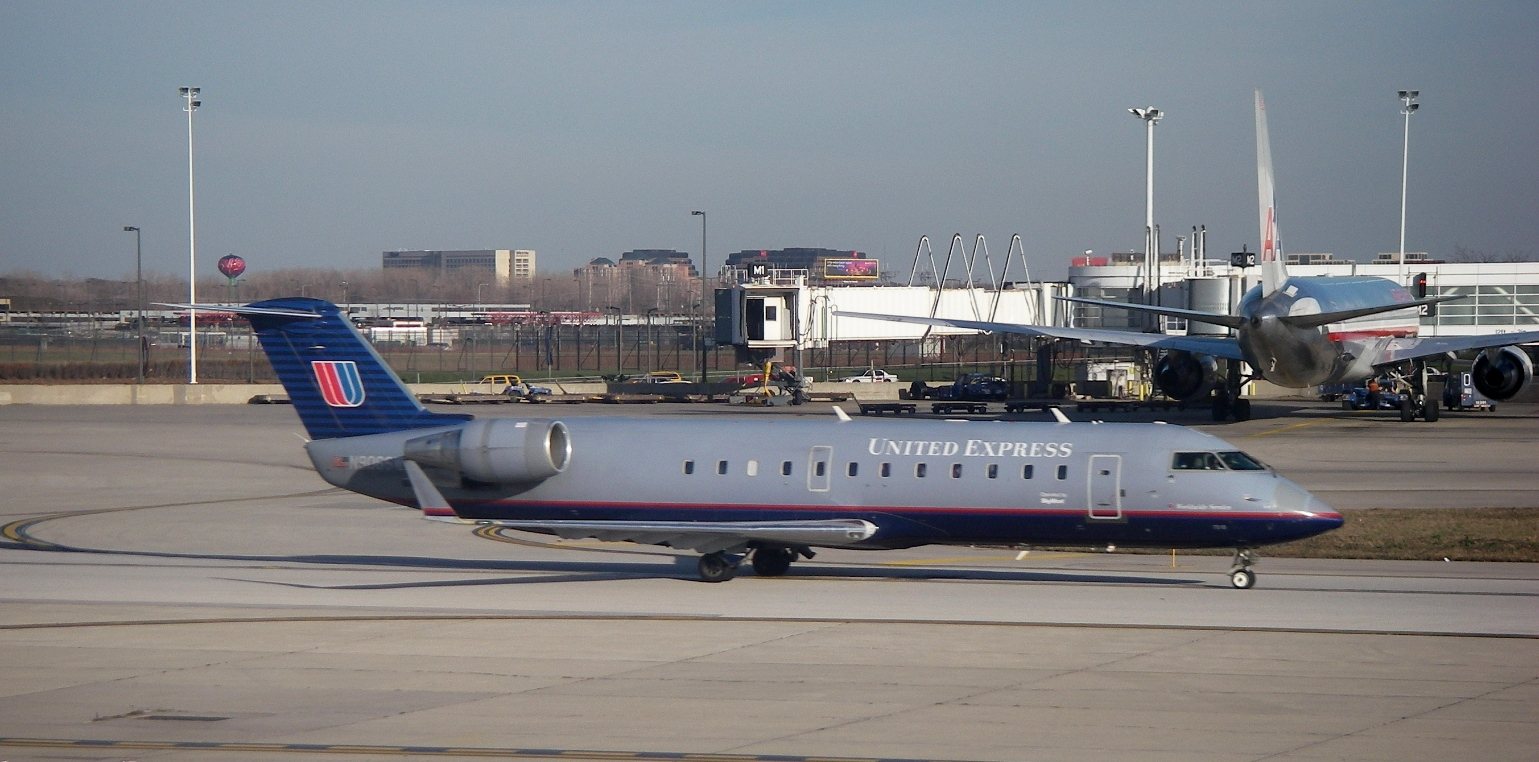
CRJ200 United Express

Великі магістральні авіакомпанії Сполучених Штатів протягом вже тривалого часу підтримують партнерські відносини з регіональними авіакомпаніями в цілях забезпечення наповнюваності пасажирських потоків у великих транзитних вузлових аеропортах з більш дрібних аеропортів місцевого значення. Прийнятий Закон про дерегулювання діяльності авіакомпаній стимулював розвиток галузі комерційних авіаперевезень як по вертикалі і горизонталі, так і в частині створення цілого ряду великих хабів, висновки партнерських угод між великими і невеликими авіаперевізниками, використання спільних торгових марок (брендів) між ними, створення цілого ряду код-шерінгових контрактів із загальною нумерацією пасажирських рейсів, а також використання загальних модулів в системах бронювання місць на рейси авіакомпаній.
До середини 1980-х років регіональними партнерами United Airlines були авіакомпанії Air Wisconsin, Aspen Airways і WestAir, які використали в ролі хабів Міжнародний аеропорт О'Хара в Чикаго, Міжнародний аеропорт Степлтон в Денвері і Міжнародний аеропорт Сан-Франциско. У 1991 році відбулося злиття авіакомпаній Air Wisconsin і Aspen Airways.
У 1988 році під брендом United Express розпочала роботу регіональна авіакомпанія Presidential Airways, що використовувала як хаб Міжнародний аеропорт Вашингтона Даллес. У відповідь інший регіональний перевізник WestAir створив власне східне підрозділ для роботи в хабі. Обидві авіакомпанії зазнали комерційну невдачу, у 1992 році WestAir була придбана регіоналом Mesa Airlines.
У 1992 році інший регіональний авіаперевізник Great Lakes Airlines підписує партнерську угоду щодо використання торговельної марки United Express, наступного року аналогічний договір підписує Trans States Airlines. У 1997 році авіакомпанія SkyWest Airlines стає регіональним партнером United Airlines з використанням в ролі хаба Міжнародний аеропорт Лос-Анджелеса. У 2001 році Great Lakes Airlines вийшла з програми партнерства United Express, однак продовжує виконувати низку рейсів під іншими код-шеринговими угодами з United Airlines.
Після вступу United Airlines в 2002 році в процедуру банкрутства, всі регіональні авіакомпанії-партнери Юнайтед були повідомлені про необхідність зниження тарифів на пасажирські перевезення. 2004 року Atlantic Coast Airlines заявила про розірвання код-шерінгової угоди, про власну реорганізації і про перехід до бюджетних авіакомпаній під новою назвою Independence Air. В наступному році невдачею закінчилися спроби Air Wisconsin зберегти партнерські відносини на пасажирські перевезення, компанія зберегла лише договір на наземне обслуговування літаків під брендом United Express. Для збереження обсягів регіональних перевезень United Airlines уклала нові угоди з регіональними компаніями Colgan Air, GoJet Airlines (входить в холдинг Trans States Holdings), Chautauqua Airlines і Shuttle America (входять в холдинг Republic Airways Holdings).
У 2005 році United Airlines оголосила про введення на значущих напрямках перевезень United Express нової сервісної послуги під назвою Explus, яка передбачає надання сервісу першого класу і відповідного рівня борт-харчування на 70-і місцевих літаках Embraer E-170 і 66-й місцевих літаки Bombardier CRJ-700. Сервіс Explus в першу чергу буде вводитися на пасажирських маршрутах між великими містами, такими як Чикаго і Х'юстон.
У 2006 році United Airlines заявляла про заплановані збільшеннях пасажирських перевезень у Міжнародний аеропорт Сан-Антоніо, однак незабаром ця програма була згорнута.

## Авіакомпанії під брендом United Express
Станом на 1 жовтня 2008 року під брендом United Express працювали наступні авіакомпанії:
| Авіакомпанія          | Код ІАТА | Код ІКАО | Позивний    | Діапазон номерів для рейсів |                                                                | Власник                   |
| --------------------- | -------- | -------- | ----------- | --------------------------- | -------------------------------------------------------------- | ------------------------- |
| Chautauqua Airlines   | RP       | CHQ      | Chautauqua  | UA7775-7874                 | - Embraer ERJ 145 (ER4)                                        | Republic Airways Holdings |
| Colgan Air            | 9L       | CJC      | Colgan      | UA6850-6999                 | - Saab 340 (SF3)                                               | Pinnacle Airlines Corp.   |
| GoJet Airlines        | G7       | GJS      | Lindbergh   | UA5280-5404                 | - Bombardier CRJ700 (CR7)                                      | Trans States Holdings     |
| Mesa Airlines         | YV       | ASH      | Air Shuttle | UA7000-7349                 | - Dash 8 (DH2) - Bombardier CRJ - Bombardier CRJ700 (CR7)      | Mesa Air Group            |
| Shuttle America       | S5       | TCF      | Mercury     | UA7500-7774                 | - Embraer E-170 (E70)                                          | Republic Airways Holdings |
| SkyWest Airlines      | OO       | SKW      | SkyWest     | UA5405-6849                 | - Embraer 120 (EM2) - Bombardier CRJ - Bombardier CRJ700 (CR7) | SkyWest, Inc.             |
| Trans States Airlines | AX       | LOF      | Waterski    | UA7875-8099                 | - Embraer ERJ 145 (ER4)                                        | Trans States Holdings     |